# Vítějeves
Vítějeves (en allemand : Heinzendorf) est une commune du district de Svitavy, dans la région de Pardubice, en République tchèque. Sa population s'élevait à 428 habitants en 2024.

## Géographie
Vítějeves se trouve à 16 km au sud de Svitavy, à 48 km au nord-nord-est de Brno et à 155 km à l'est-sud-est de Prague.
La commune est limitée par Bělá nad Svitavou au nord, par Chrastavec et Študlov à l'est, par Horní Poříčí et Bohuňov au sud, et par Svojanov à l'ouest.

## Histoire
La première mention écrite de la localité date de 1437.

## Transports
Par la route, Vítějeves se trouve à 9 km de Březová nad Svitavou, à 25 km de Svitavy, à 57 km de Brno, à 86 km de Pardubice et à 204 km de Prague. 